# Fordell Castle
Fordell Castle ist ein Tower House aus dem 16. Jahrhundert 2 km nordwestlich von Dalgety Bay und 3,2 km östlich von Dunfermline in der schottischen Council Area Fife.

## Geschichte
Die früheste Charta in den Papieren der Hendersons of Fordell ist auf 1217 datiert; Richard, Sohn des Hugh de Camera, vermachte damals kleine Teile seiner Ländereien von „Fordal“ mit dem Einverständnis seiner Gattin und seines Sohnes der Abbey of Inchcolm. Um 1240 besaß William de Hercht die Ländereien von Fordell; damals gab es einen Streit mit der Abbey of Inchcolm über den Grenzverlauf. Bis zum 15. Jahrhundert gibt es keine weiteren Chartas über Fordell. 1465 waren bereits Teile des Landes von Fordell in den Händen von John Henrisoun of Fordell, Sargeant der Baronie. Zu dieser Zeit war er Zeuge einer Charta, die in den Jahren 1488–1489 von der Krone bestätigt wurde. Ein weiteres Stück Land kaufte Alexander Drummond of Ardmore am 3. Juni 1510 oder 1511, dessen Übergabe von König Jakob IV. 1511 bestätigt wurde. 1567 wurde das Tower House an Stelle eines früheren Gebäudes errichtet. Maria Stuart weilte hier, als eine ihrer Kammerzofen George Henderson, den Laird von Fordell Castle, heiratete. Die Burg wurde durch einen Brand zerstört, aber um 1580 wieder aufgebaut. 1651 beschädigten die Truppen Oliver Cromwells die Burg erneut.
Die Hendersons wurden 1694, während der Regierungszeit Karls II. von England zu Baronets erhoben, aber dieser Titel verfiel, als der letzte Träger, Robert-Bruce Henderson, 1833 starb. Durch königliche Erlaubnis vom 14. Januar 1853 durften sein Sohn Douglas Mercer, Colonel der britischen Armee, und dessen Nachkommen den Namen „Henderson“ zusätzlich zu seinem eigenen Familiennamen nach diesem tragen und das Wappen der Henderson mit ihrem (Mercer-)Wappen geviertelt führen.
Im 19. Jahrhundert ließ die Familie ein neues Landhaus in der Nähe errichten, hielt die Burg aber in gutem Zustand, unter anderem wurde 1855 auch die Nordfassade nach Plänen des Architekten Robert Hay erneuert. 1866 fiel das Anwesen durch Heirat an Hew Duncan, den zweiten Sohn des Earls of Camperdown. Das Landhaus wurde im 20. Jahrhundert wieder abgerissen und heute sieht man nur noch einige Fundamente, etwas Mauerwerk und die überwucherten Überreste menschlicher Bewohnung. Lichter Kiefernwald hat sich an seiner Stelle ausgebreitet, nur eine Steinbrücke über eine frühere Eisenbahnlinie zeigt noch die Lage des früheren Eingangs im Südosten an und der alte Wendeplatz für Fuhrwerke zeichnet sich als Rodung ab.
Die Ruinen kaufte der Rechtsanwalt und Politiker der Conservative Party Air Nicholas Fairbairn (1933–1995) für 100 £. Die Burg wurde renoviert und diente Sir Nicholas und Lady Samantha Fairbairn (1942–2002) als Privatwohnung. Lady Fairbairn lebte dort bis 1997, dann wurde die Burg an einen örtlichen Tierarzt und später an die Familie Berry verkauft. Im November 2007 ging Fordell Castle für 3.850.000 £ an einen unbekannten Käufer. Dieser Preis war der fünfthöchste, der jemals in Schottland für ein Privathaus gezahlt wurde. Die Burg bleibt ein Privathaus und Historic Scotland hat sie als historisches Bauwerk der Kategorie A gelistet.
Nach seinem Tod 1995 wurde Nicholas Fairbairn in der Krypta unter der St.-Theriot-Kapelle auf dem Gelände der Burg zur Ruhe gebettet. Die Initialen der Familie Berry wurden an den Steinen um den Eingang der Kapelle hinzugefügt.

## Anwesen
Auf dem Anwesen befindet sich eine Kapelle, die dem Hl. Theriot geweiht ist. Sie wurde von 1999 bis 2007 renoviert. Es gibt dort Gärten im Italianatestil, die derzeit wieder instand gesetzt werden. Der Eingang zur Burg führt über eine Brücke über einem Wehr, das früher die Wasser des Fordell Burn zurückhielt und zu einem See anstaute, der aber heute vollkommen verschlickt ist. Rhododendren schließen die früheren See ein und finden sich auch an anderen Stellen des Anwesens, z. B. entlang der Avenues. Die Burg steht in einem dichten Wald, sodass man sie aus keiner Richtung wirklich sehen kann, es sei denn, wenn man vor ihr steht oder aus großer Entfernung von Südwesten. Der frühere eingefriedete Garten ist heute eine kommerzielle Baumschule.
2005 wurden die Außenanlagen in das Inventory of Gardens and Designed Landscapes in Scotland aufgenommen.

## Weitere Einrichtungen auf dem Anwesen
In der Nähe der Burg tritt der Fordell Day Level zutage. Dies ist ein Bergwerks„fluss“, der die Ausflüsse zahlreicher früherer Kohlebergwerke, bis von Cowdenbeath, verbindet und entwässert. Er zählt heute zu Schottlands am meisten verunreinigten Gewässern, der mit Eisen verunreinigtes Wasser in den nahegelegenen Vorfluter leitet. Hargreaves, der Nachfolgebetrieb der in Sequestration gegangenen ATH Resources, der immer noch Tagebaugruben betreibt, hat zugesagt, dieses Problem im Rahmen seiner Konsolidierungsmaßnahmen zu beheben. Für dieses Bergwerk wurden schon etliche Erweiterungen vorgeschlagen.
Eine von Schottlands ältesten Eisenbahnstrecken verläuft 400 Meter östlich der Burg. Auf der Fordell Railway Route wurde Kohle aus den Kohlefeldern von Fife zu den Schiffen in der St David’s Bay, heute Teil der Siedlung Dalgety Bay, gebracht. Die ursprünglichen Holzschwellen sind längst verschwunden, aber die Eisenbahndamm, die Durchstiche und Steinbrücken sind noch erhalten. Die Waggons und das übrige Material kann man im National Museum of Scotland in Edinburgh sehen. Es gab ein Windenhaus, dessen genauer Standort zwar nicht bekannt ist, von dem man aber annimmt, dass es neben der Heimstatt der Vantage Farm stand. Es diente dazu, Kohle den Hang hinunter zur Küste hinunter zu transportieren und – noch wichtiger – leere Waggons wieder nach oben.
Die frühere Eingangs-Avenue und die Tore im Osten führen zur Vantage Farm, einer kleinen Heimstatt mit Schottlands einzigem achteckigen Taubenhaus und schönen Bauernhofgebäuden, wie einem Uhrenturm, Grieve’s Cottage, einer Milchverarbeitung und einem dreistöckigen Stadel. Die Heimstatt dient heute ausschließlich Wohnzwecken und sie wird gerade umgebaut.
Im Westen befindet sich eine Lodge, die „North Lodge“ genannt wird und an der Kreuzung Inverkeithing / Crossgates Road liegt. Die „South Lodge“ liegt an der Aberdour Road und bildete früher den Haupteingang zum Anwesen. Die Ketten an der „North Lodge“ wurden 2011 gestohlen und wurden bisher noch nicht ersetzt.